# Olho-d'Água do Borges
Olho-d'Água do Borges este un oraș în Rio Grande do Norte (RN), Brazilia.